# داملا جولباي
داملا جولباي (بالتركية: Damla Colbay)‏ (ولدت: 14 يناير 1993 في إزمير - )؛ ممثلة تركية.

## عنها
انتقلت إلى إسطنبول من أجل القيام بتدريب جامعي، ثم درست التمثيل في جامعة دوكوز أيلول.

## أعمالها
- العشق المشبوه
- الحياة مليئة بالمعجزات، بدور إنچي
- في الداخل، بدور إيلام
- حكيم اوغلو، بدور الدكتورة زينب جان
- مسلسل الذئب الوحيد، بدور (إسراء/سارة).
- مسلسل يوم الصفر

## روابط خارجية
- داملا جولباي على موقع IMDb (الإنجليزية)
- داملا جولباي على موقع قاعدة بيانات الفيلم (الإنجليزية)